# جواز سفر عالمي
جواز السفر العالمي هو وثيقة تصدر عن سلطة خدمة العالم أو (World Service Authority)، وهي منظمة خاصة غير ربحية مقرها واشنطن العاصمة، وتصدره بدعوى أنه خاضع لسلطة المادة 13 القسم 1 من الإعلان العالمي لحقوق الإنسان.
يُزعم أن حاملي جواز السفر هذا حصلوا على تأشيرات دخول خلال الخمسين عاماً المنصرمة إلى نحو 50 بلداً مختلفاً في حالات فردية كثيرة، وقد كان مقبولاً بشكل رسمي في كل من بوركينافاسو والإكوادور وموريتانيا وتنزانيا وتوغو وزامبيا، إلا أن بوركينافاسو سحبت اعترافها بجواز السفر العالمي هذا عام 1992، وهناك ما يشير إلى أن زامبيا أيضاً فعلت الأمر نفسه عام 1996. إجراءات استخراج جواز السفر هذا سهلة، وتعدّ الولايات المتحدة الأمريكية وثائق السفر التي تصدرها سلطة خدمة العالم مزيفة وتسهل تنقل الإرهابيين.
صرحت كل من كندا ونيوزيلندا وسويسرا والولايات المتحدة الأمريكية أنها لا تعترف بهذه الوثيقة وأشباهها لأنها صادرة عن منظمة خاصة، لا سلطة حكومية ذات صلاحية، وهي بالتالي لا تحقق شروط تعريف جواز السفر. من غير الواضح الآن ما إذا كانت أي دولة في العالم تعترف بجواز السفر العالمي الآن.

## معرض صور

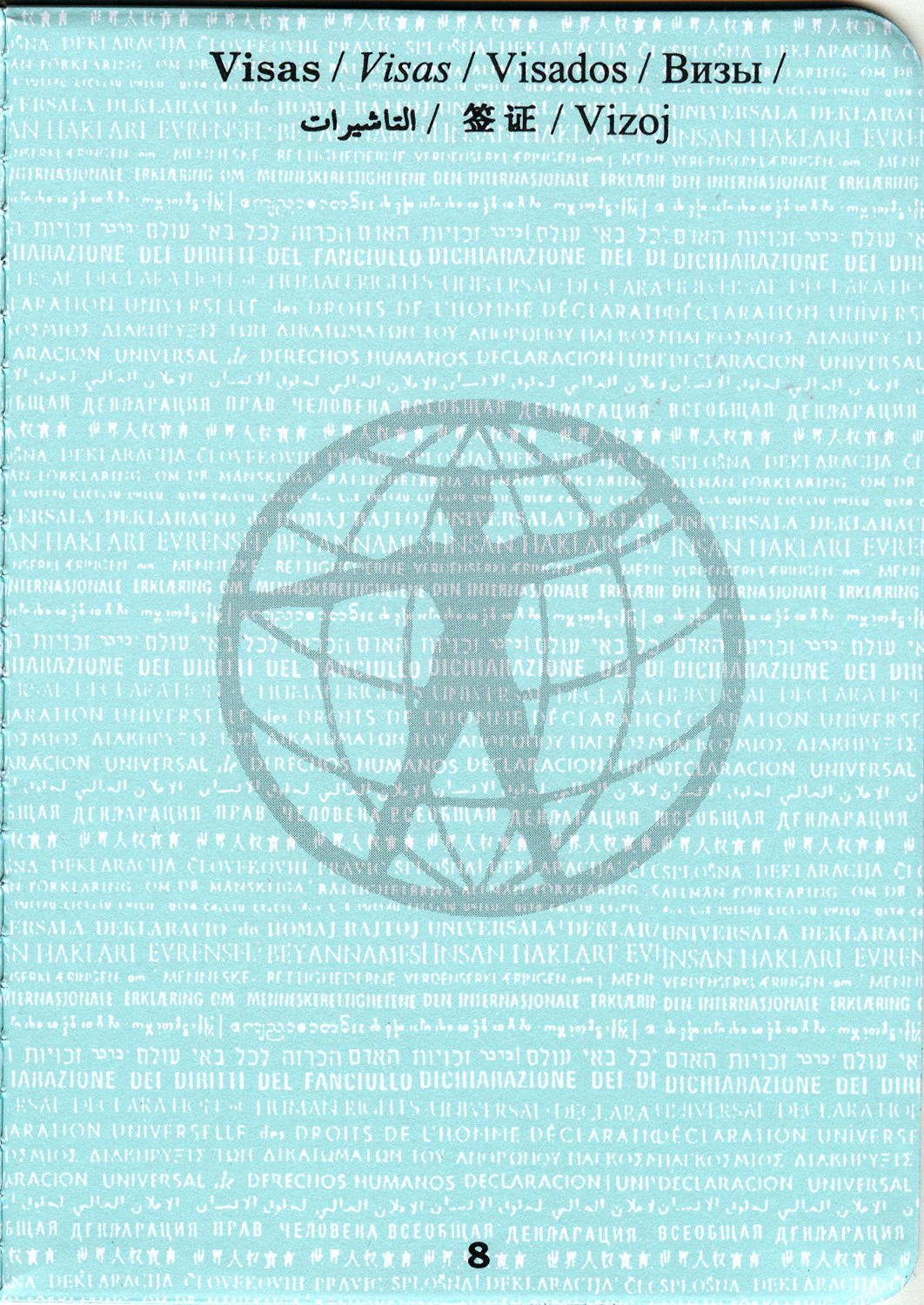
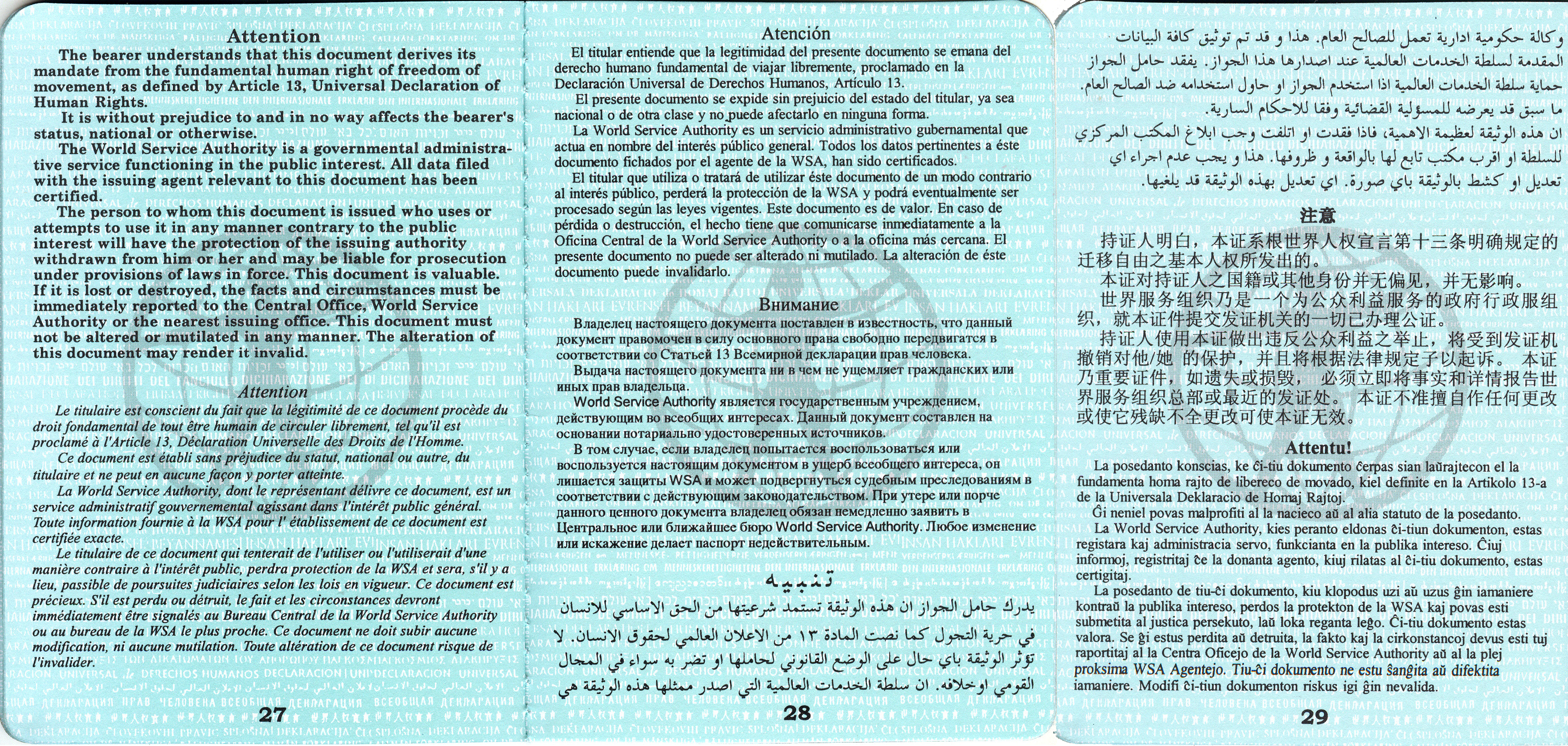
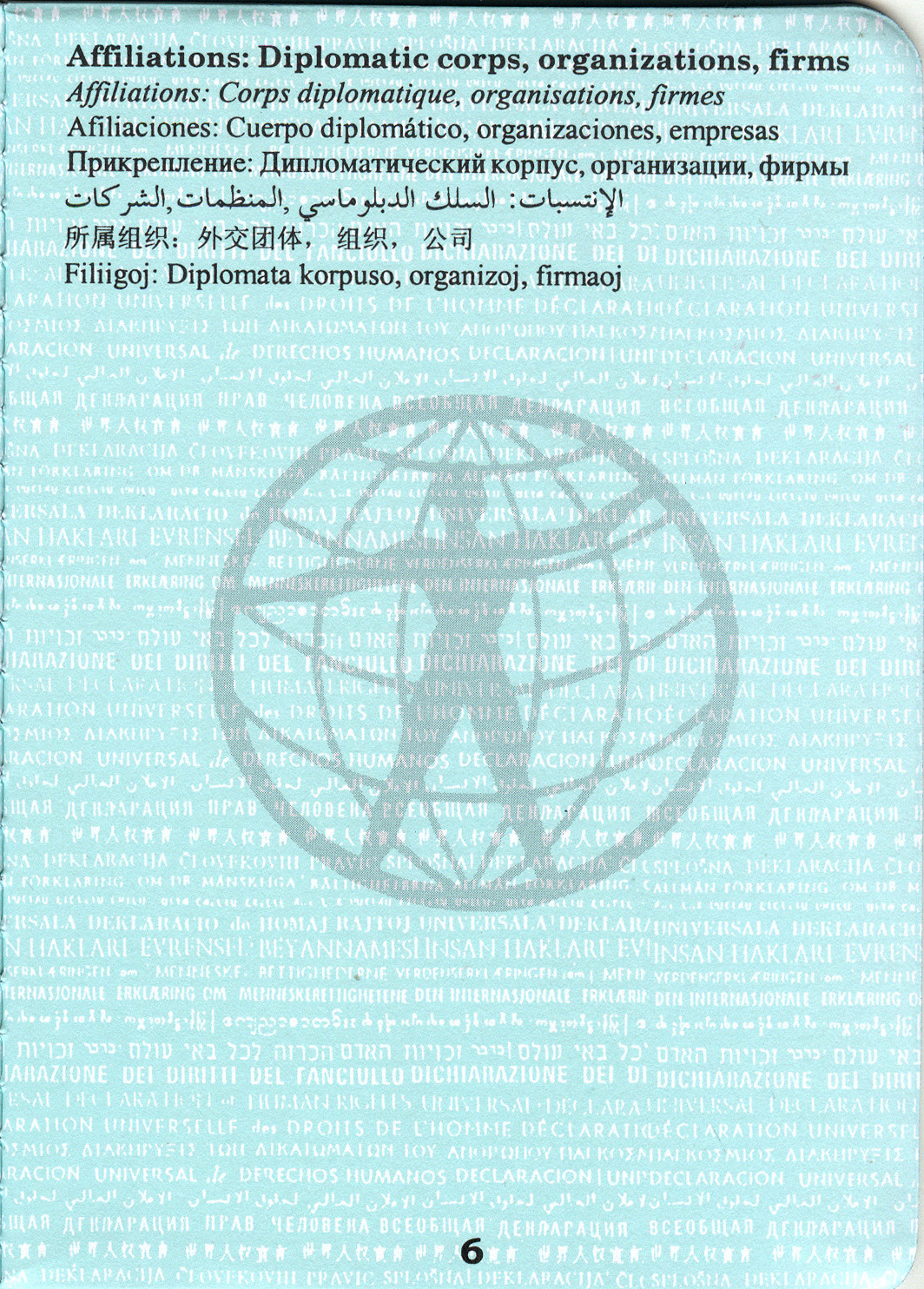
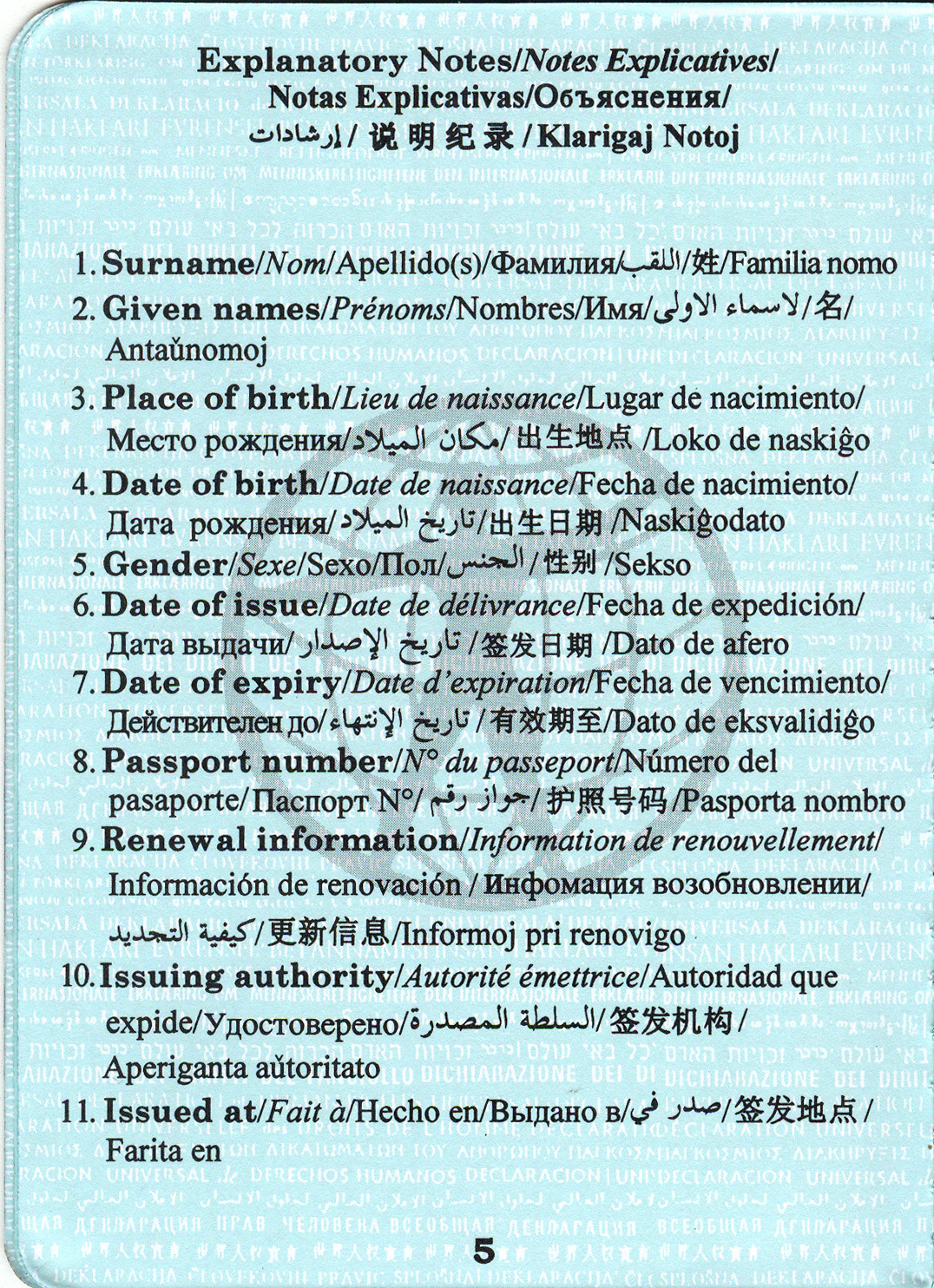
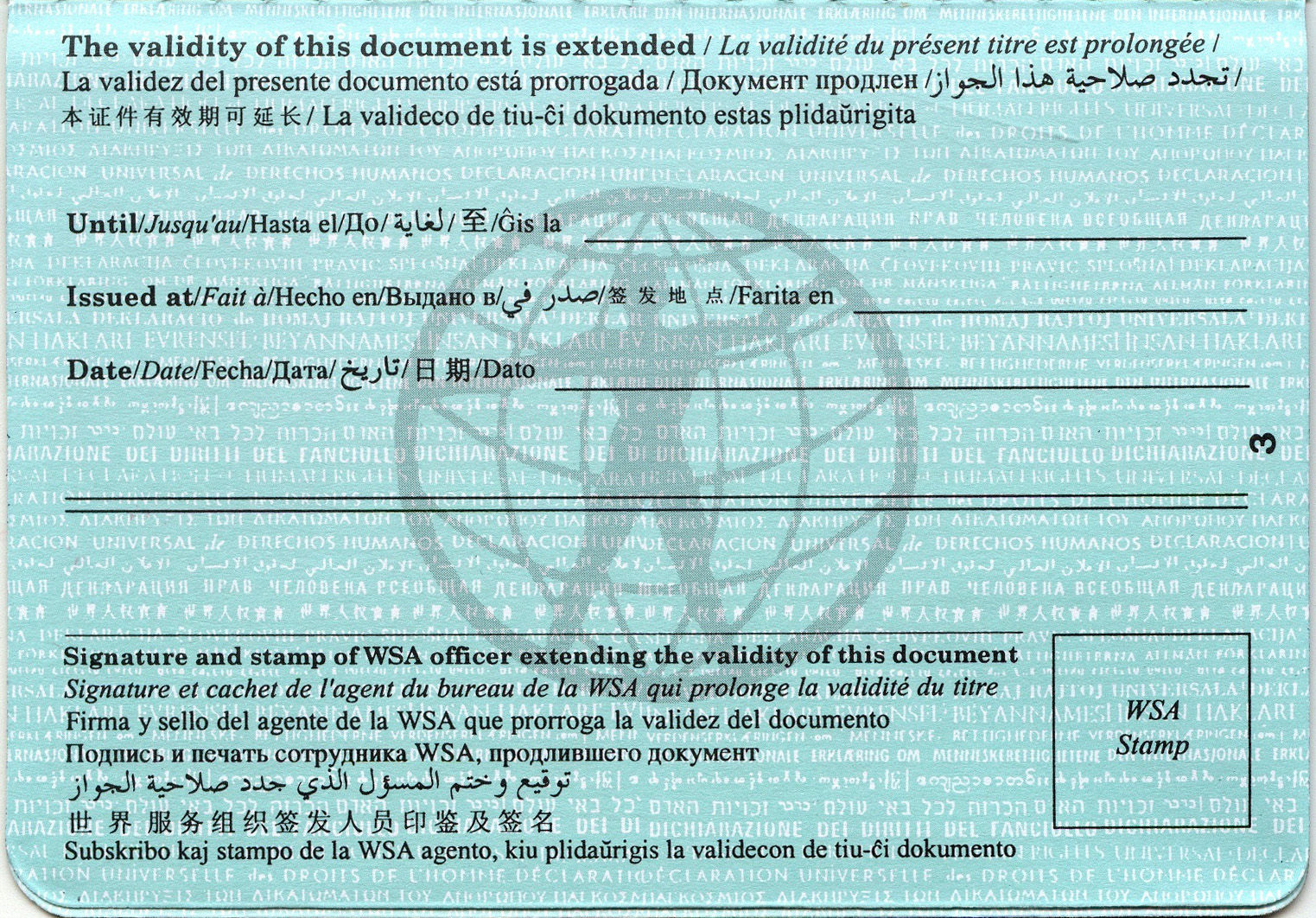
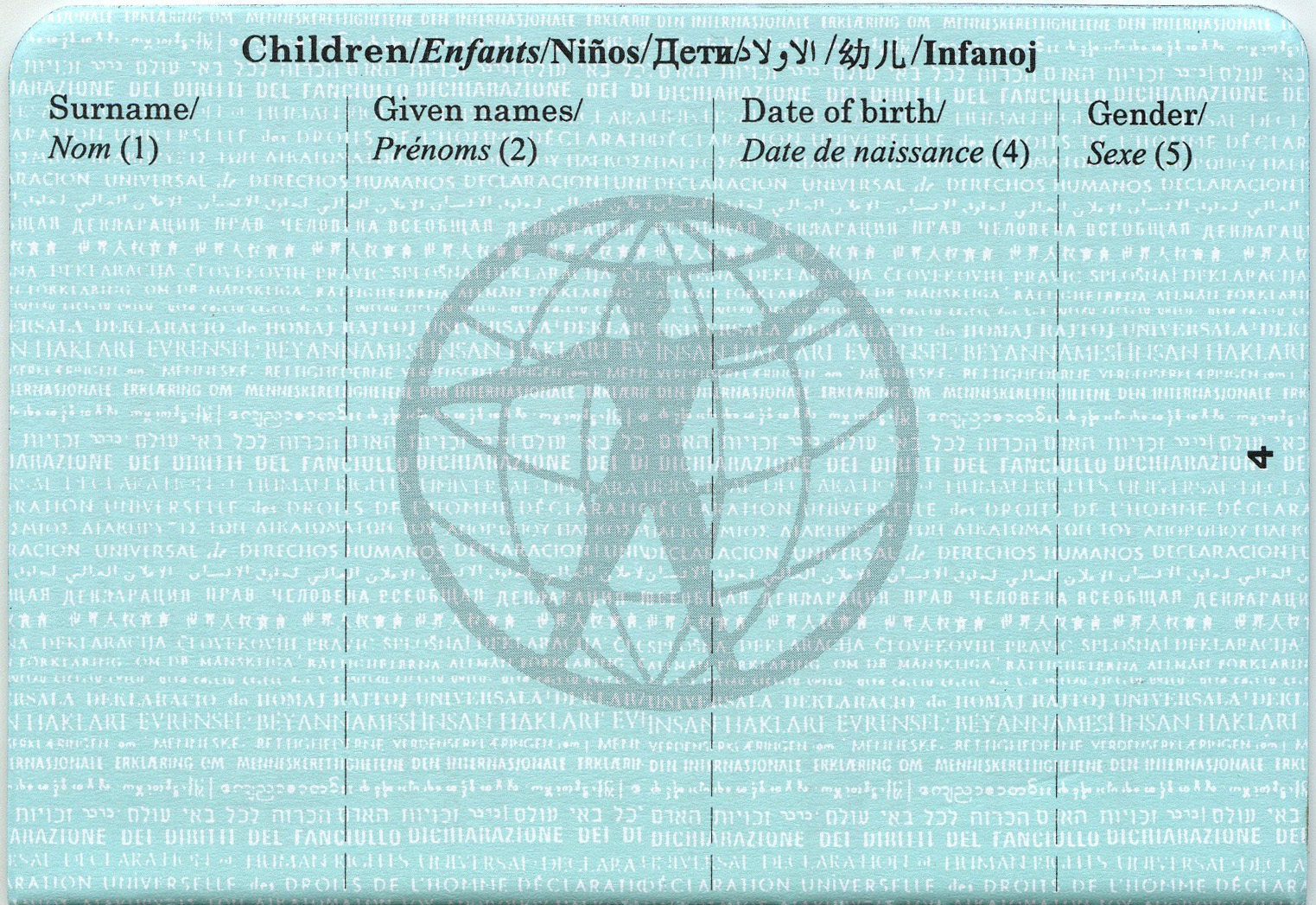

## وصلات خارجية
- صفحة جواز_سفر_عالمي